# Rifugio San Jorio
Das Rifugio San Jorio (deutsch San Joriohütte) ist eine alpine Schutzhütte in der italienischen Region Lombardei in den Comer Voralpen. Der Name geht auf den Einsiedler San Jorio zurück, dem die etwas höher gelegene Kapelle gewidmet ist.

## Lage
Sie befindet sich direkt unterhalb des San-Jorio-Passes, an der Grenze zwischen Italien und der Schweiz. Der Pass verbindet den oberen Comersee mit Bellinzona und dem Lago Maggiore sowie die Täler Albano und San Jorio in Italien mit dem Morobbiatal in der Schweiz.

## Geschichte
Die Hütte ist eine ehemalige Kaserne der italienischen Finanzpolizei, die den einst regen Schmuggel aus dem unweit gelegenen Kanton Tessin einzudämmen suchte.
Der San-Jorio-Pass diente in den vergangenen Jahrhunderten als Handelsweg. Die in Como hergestellte Seide wurde nach Deutschland transportiert und das in den Werkstätten von Dongo verwendete Eisenmaterial ins Morobbiatal.
Die Hütte wird von Freiwilligen der Vereinigung „Gemeinsam für die Armen“ (Insieme per i poveri) ähnlich einer Alpenvereinshütte von Juni bis September betrieben. Diese gehört zur „Operation Mato Grosso“, einer Bewegung von Freiwilligen, die seit 1967 kostenlos für die Armen in Brasilien, Bolivien, Ecuador und Peru arbeitet. Der Erlös aus der Hüttenbewirtschaftung wird dieser Bewegung gespendet. Die Hütte besitzt 25 Schlafplätze.
Die Hütte ist ein idealer Stützpunkt für grenzüberschreitende Wanderungen in allen Schwierigkeitsgraden. An klaren Tagen reicht die Aussicht von den Schweizer Alpen bis zum Monte Rosa und dem Matterhorn.

## Anfahrt
Von Chiasso (Schweiz) über die Grenze nach Cernobbio (Italien) und nun der Staatsstraße SS 340 „Regina“ bis nach Dongo folgen. Nun in westliche Richtung über die Provinzstraße SP 5 weiter nach Stazzona, Germasino und Garzeno. Nun folgt man der San-Jorio-Straße bis zur Wallfahrtskirche der Madonna von Quang/Quansc (Parkplatz) vor Brenzeglio.

## Zugänge
- Von Brenzeglio 979 m s.l.m., Italien, 8,1 Kilometer in 3 Stunden, Schwierigkeitsgrad T2.
- Von Carena (Sant’Antonio TI) 958 m ü. M., Schweiz, in etwa 3½ Stunden (T2).

## Nachbarhütten
- Capanna delle Aguile (CAI, Biwak/Unterstand), 2194 m s.l.m., Distanz 0,3 km.[4]
- Rifugio Il Giovo (CAI, Berghütte), 1706 m s.l.m., 1,7 km.[5]
- Capanna Gesero (UTOE / FAT, Berghütte), 2003 m ü. M., 2,5 km.
- Rifugio Sommafiume (CAI, Berghütte), 1784 m s.l.m., 3,7 km.[6]